# Entre Luas
Entre Luas é o terceiro álbum de estúdio da banda Quadrilha, lançado em 1997. 
"Por cada Lua que passa, chega uma ideia nova, mudam as marés. nascem outras coisas, solta-se o canto brejeiro de uma terra que nos conquista. E entre Luas fez-se uma história, uma história de noites longas passada por muitos e bons dias. Por isso que este trabalho assim seja." in CD por Sebastião Antunes.

## Gravação
Gravado e misturado nos Estúdios Noites Longas em Abril e Maio de 1997 por Maria João Castanheira, produzido por Pedro Pimentel.

## Faixas
| N.º | Título                                             | Duração |  |
| 1.  | "Não Há Dinheiro" (Sebastião Antunes)              | 2:50    |  |
| 2.  | "Conto do Bicho Papão" (Sebastião Antunes)         | 4:25    |  |
| 3.  | "P'ra Saber o Fim" (Sebastião Antunes)             | 4:00    |  |
| 4.  | "Doideira" (Sebastião Antunes)                     | 3:28    |  |
| 5.  | "O Lobo" (Adpatação de um tema tradicional Bretão) | 2:17    |  |
| 6.  | "Quem Casa com Mulher Bonita" (Sebastião Antunes)  | 4:27    |  |
| 7.  | "Quem Anda ao Mar" (Sebastião Antunes)             | 4:22    |  |
| 8.  | "História da Minhota" (Sebastião Antunes)          | 3:30    |  |
| 9.  | "Quando Deus Quiser" (Sebastião Antunes)           | 4:40    |  |
| 10. | "Balada do Desajeitado" (Sebastião Antunes)        | 4:31    |  |
| 11. | "Ai Caramba" (Sebastião Antunes)                   | 4:11    |  |

## Créditos
- Sebastião Antunes - Voz, Guitarra Acústica, Flautas, Bandoleta
- Pierre Escodo - Concertina, Acordeão, Teclas
- Mário João Santos - Bateria, Percussão
- João Ramos - Violino, Tin Whistle
- Rui Nunes - Baixo